# Ysaline Bonaventure

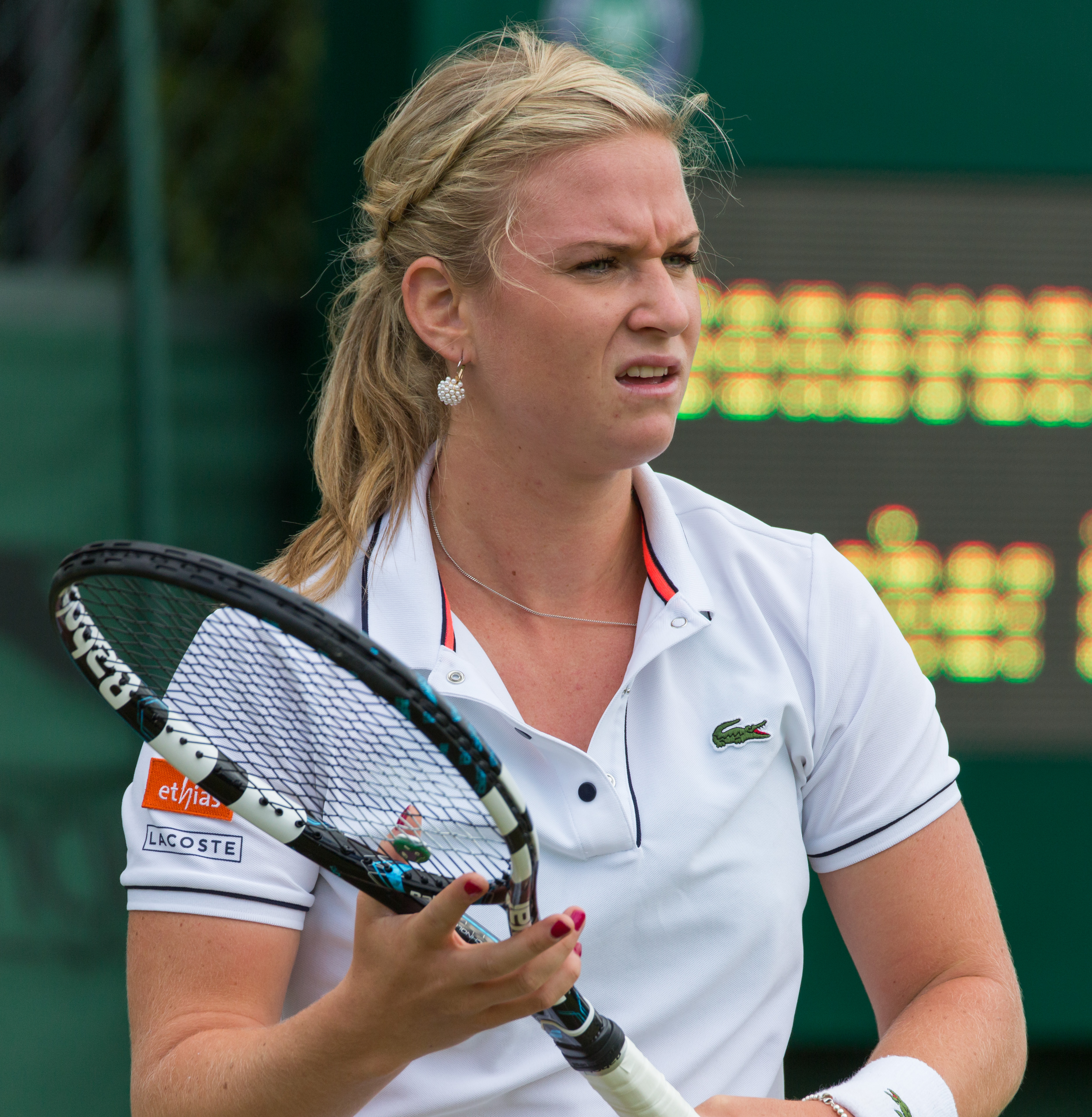
Wimbledon 2015 (kwalificatie)

Ysaline Bonaventure (Rocourt, 29 augustus 1994) is een tennisspeelster uit België. Bonaventure begon met tennis toen zij zes jaar oud was. Haar favoriete ondergrond is hardcourt. Zij speelt linkshandig en heeft een tweehandige backhand. Sinds 2011 staat zij op de WTA-ranglijsten.

## Loopbaan
In 2012 won Bonaventure op het ITF-toernooi van Meppel zowel het enkel- als het dubbelspel (met Nicolette van Uitert).
In 2015 won Bonaventure twee WTA-titels in het dubbelspel, een in Rio de Janeiro samen met de Zweedse Rebecca Peterson en de andere in Katowice aan de zijde van de Nederlandse Demi Schuurs.
In oktober 2022 maakte zij haar entrée tot de mondiale top 100 in het enkelspel, doordat zij in twee achtereenvolgende weken een ITF-finale had bereikt.

### Tennis in teamverband
In de periode 2012–2023 maakte Bonaventure deel uit van het Belgische team voor de Fed Cup – zij behaalde daar een winst/verlies-balans van 10–9. In 2019 nam zij deel aan de Wereldgroep I.

## Posities op deWTA-ranglijst
Positie per einde seizoen:
| jaar | rang enkelspel | rang dubbelspel |
| ---- | -------------- | --------------- |
| 2011 | 1108           | –               |
| 2012 | 416            | 637             |
| 2013 | 321            | 391             |
| 2014 | 194            | 181             |
| 2015 | 156            | 64              |
| 2016 | 232            | 173             |
| 2017 | 181            | 234             |
| 2018 | 150            | 116             |
| 2019 | 115            | 536             |
| 2020 | 122            | 569             |
| 2021 | 228            | 401             |
| 2022 | 96             | 299             |

## Resultaten grandslamtoernooien
| Legenda | Legenda                          |
| ------- | -------------------------------- |
| g.t.    | geen toernooi gehouden           |
| l.c.    | lagere categorie                 |
| –       | niet deelgenomen                 |
| G       | uitgeschakeld in de groepsfase   |
| 1R      | uitgeschakeld in de eerste ronde |
| 2R      | uitgeschakeld in de tweede ronde |
| 3R      | uitgeschakeld in de derde ronde  |
| 4R      | uitgeschakeld in de vierde ronde |
| KF      | uitgeschakeld in de kwartfinale  |
| HF      | uitgeschakeld in de halve finale |
| F       | de finale verloren               |
| W       | het toernooi gewonnen            |
| w-v     | winst/verlies-balans             |

### Enkelspel
| toernooi        | 2019 | 2020 | 2021 | 2022 | 2023 |
| --------------- | ---- | ---- | ---- | ---- | ---- |
| Australian Open | 1R   | –    | 1R   | –    | 1R   |
| Roland Garros   | –    | –    | –    | 1R   |      |
| Wimbledon       | 1R   | g.t. | –    | –    |      |
| US Open         | –    | 2R   | –    | –    |      |

### Vrouwendubbelspel
| toernooi        | 2015 | 2016 |    | 2018 |
| --------------- | ---- | ---- | -- | ---- |
| Australian Open | –    | 2R   | –  |      |
| Roland Garros   | 2R   | –    | –  |      |
| Wimbledon       | 1R   | –    | 1R |      |
| US Open         | –    | –    | –  |      |

## Palmares
| Legenda                 |
| ----------------------- |
| Grandslamtoernooi       |
| Olympische Spelen       |
| Year-End Championships  |
| Premier Mandatory       |
| Premier Five / WTA 1000 |
| Premier / WTA 500       |
| International / WTA 250 |
| Challenger / WTA 125    |

### WTA-finaleplaatsen enkelspel
geen

### WTA-finaleplaatsen vrouwendubbelspel
| nr.              | finale     | toernooi           | ondergrond    | partner          | tegenstandsters                   | score            |         |
| ---------------- | ---------- | ------------------ | ------------- | ---------------- | --------------------------------- | ---------------- | ------- |
| gewonnen finales |            |                    |               |                  |                                   |                  |         |
| 1.               | 2015-02-21 | WTA Rio de Janeiro | gravel        | Rebecca Peterson | Irina-Camelia Begu María Irigoyen | 3-0, opg.        | details |
| 2.               | 2015-04-12 | WTA Katowice       | hardcourt (i) | Demi Schuurs     | Gioia Barbieri Karin Knapp        | 7-5, 4-6, [10-6] | details |
| verloren finales |            |                    |               |                  |                                   |                  |         |
| geen             |            |                    |               |                  |                                   |                  |         |

### Gewonnen ITF-toernooien enkelspel
| nr. | finale     | toernooi            | dotatie | ondergrond    | tegenstandster in finale    | score    |
| --- | ---------- | ------------------- | ------- | ------------- | --------------------------- | -------- |
| 01. | 2012-06-15 | Meppel              | $10.000 | gravel        | Julia Kimmelmann            | 6-2, 6-4 |
| 02. | 2012-07-29 | Maaseik             | $10.000 | gravel        | Natalia Orlova              | 6-2, 6-1 |
| 03. | 2013-05-11 | Båstad              | $10.000 | gravel        | Ellen Allgurin              | 6-1, 6-2 |
| 04. | 2013-06-16 | Amstelveen          | $10.000 | gravel        | Cindy Burger                | 6-4, 6-2 |
| 05. | 2014-06-29 | Kristinehamn        | $25.000 | gravel        | Marina Melnikova            | 6-3, 6-3 |
| 06. | 2015-07-26 | Darmstadt           | $25.000 | gravel        | Dalila Jakupović            | 6-3, 7-6 |
| 07. | 2015-09-26 | Monterrey           | $50.000 | hardcourt     | Montserrat González         | 6-1, 6-2 |
| 08. | 2016-02-21 | Altenkirchen        | $25.000 | tapijt (i)    | Arantxa Rus                 | 6-3, 6-3 |
| 09. | 2017-04-30 | Antalya             | $15.000 | gravel        | Yuuki Tanaka                | 6-4, 6-2 |
| 10. | 2017-11-05 | Toronto             | $60.000 | hardcourt (i) | Patty Schnyder              | 7-6, 6-3 |
| 11. | 2020-02-02 | Andrézieux-Bouthéon | $60.000 | hardcourt (i) | Arantxa Rus                 | 6-4, 7-6 |
| 12. | 2022-01-09 | Bendigo             | $60.000 | hardcourt     | Victoria Jiménez Kasintseva | 6-3, 6-1 |

### Gewonnen ITF-toernooien dubbelspel
| nr. | finale     | toernooi            | dotatie | ondergrond    | partner                    | tegenstandsters in finale                  | score            |
| --- | ---------- | ------------------- | ------- | ------------- | -------------------------- | ------------------------------------------ | ---------------- |
| 01. | 2012-06-15 | Meppel              | $10.000 | gravel        | Nicolette van Uitert       | Marrit Boonstra Vivian Heisen              | 6-2, 6-4         |
| 02. | 2012-07-01 | Breda               | $10.000 | gravel        | Isabella Shinikova         | Carolin Daniels Xenia Knoll                | 6-4, 7-6         |
| 03. | 2013-09-07 | Berlijn             | $15.000 | gravel        | Cornelia Lister            | Lenka Kunčíková Karolina Stuchla           | 6-4, 3-6, [10-5] |
| 04. | 2014-08-10 | Koksijde            | $25.000 | gravel        | Richèl Hogenkamp           | Bernarda Pera Demi Schuurs                 | 6-4, 6-4         |
| 05. | 2014-08-15 | Westende            | $25.000 | hardcourt     | Elise Mertens              | Marina Melnikova Jevgenia Rodina           | 6-2, 6-2         |
| 06. | 2014-10-25 | Saguenay            | $50.000 | hardcourt     | Nicola Slater              | Sonja Molnar Caitlin Whoriskey             | 6-4, 6-4         |
| 07. | 2015-03-08 | Curitiba            | $25.000 | gravel        | Rebecca Peterson           | Beatriz García Vidagany Florencia Molinero | 4-6, 6-3, [10-5] |
| 08. | 2015-09-26 | Monterrey           | $50.000 | hardcourt     | Elise Mertens              | Marina Melnikova Mandy Minella             | 6-4, 3-6, [11-9] |
| 09. | 2015-10-03 | Victoria            | $50.000 | hardcourt     | Elise Mertens              | María Irigoyen Barbora Krejčíková          | 6-4, 4-6, [10-6] |
| 10. | 2016-02-21 | Altenkirchen        | $25.000 | tapijt (i)    | Xenia Knoll                | Deniz Khazaniuk Marija Marfoetina          | 6-1, 6-4         |
| 11. | 2017-09-16 | Batoemi             | $25.000 | hardcourt     | Viktória Kužmová           | Tatia Mikadze Sofia Sjapatava              | 6-1, 6-3         |
| 12. | 2018-01-28 | Andrézieux-Bouthéon | $60.000 | hardcourt (i) | Bibiane Schoofs            | Camilla Rosatello Kimberley Zimmermann     | 4-6, 7-5, [10-7] |
| 13. | 2018-02-04 | Glasgow             | $25.000 | hardcourt (i) | Valentini Grammatikopoulou | Dalma Gálfi Katarzyna Piter                | 7-5, 6-4         |
| 14. | 2021-09-19 | Valencia            | $80.000 | gravel        | Ekaterine Gorgodze         | Ángela Fita Boluda Oksana Selechmetjeva    | 6-2, 2-6, [10-6] |

### Gewonnen junior-toernooien dubbelspel
| nr. | finale     | toernooi                                         | ondergrond | partner              | tegenstandsters in finale        | score            | graad |
| --- | ---------- | ------------------------------------------------ | ---------- | -------------------- | -------------------------------- | ---------------- | ----- |
| 1.  | 2009-01-11 | Västerås                                         | hardcourt  | Rosalie van der Hoek | Mai Grage Katharina Holert       | 6-3, 4-6, [10-6] | 4     |
| 2.  | 2009-11-08 | Heiveld Indoor Junior Open, Sint-Katelijne-Waver | hardcourt  | Laura Bernard        | Solène Ficheux Laëtitia Sarrazin | 6-1, 6-1         | 4     |
| 3.  | 2010-11-27 | Yucatan World Cup, Mérida                        | gravel     | Estelle Cascino      | Anett Kontaveit Ayaka Okuno      | 6-3, 5-7, [10-7] | 1     |